# Паул Гулдин
Паул Гулдин или Пол Гюлден (на немски: Paul Guldin, първоначално Habakuk Guldin) е швейцарски астроном и професор по математика.

## Биография
Роден е на 12 юни 1577 в Мелс, кантон Санкт Гален, Швейцария. Кръстен е протестантски като Хабакук и учи за златар. През 1597 г. става католик във Фрайзинг и малко след това в Мюнхен влиза в ордена на йезуитите. Там забелязват таланта му по математика и го изпращат да учи в Рим. След това преподава в Рим, Виена и Грац.
Неговото най-голямо произведение Centrobaryea излиза в четири книги през 1635, 1640 и 1641 година във Виена. Неговата частна библиотека има около 300 книги и днес е собственост на Университетската библиотека в Грац.
Умира на 3 ноември 1643 в Грац на 66-годишна възраст.

## Публикации
- Refutatio eleuchi calendarii Gregoriani a Setho Caltisio conscripti (Mayence, 1616, in-4°)
- Paralipomena ad Refutationem; in iisque producuntur viginti et novem exempla paschatum ex Sancto Cyrillo Alexandrino nunquam antea edita
- Problema arithmeticum de rerum combinationibus, quo numerus dictionum seu conjunctionum diversarum quæ ex XXII alphabeti litteris fieri passant indagatur (Vienne, 1622)
- Problema geographicum de motu terræ ex mutatione centri gravitatis ipsius provenienti (Vienne, 1622)
- Problema geographicum de discrepantia in numero ac denominatione dierum, quam qui orbem terrarum contrariis viis circumnavigant, et inter se et cum iis qui in eodem loco consistunt, experiuntur (Vienne, 1633)
- Centrobaryca, seu de centro gravitatis trium specierum quantitatis continuæ libr. IV (Vienne, 1633 – 1642, 2 vol. in-fol.)